# Робокоп (фильм, 1987)
«Робокоп» (англ. RoboCop) — американский научно-фантастический боевик режиссёра Пола Верховена 1987 года по сценарию Эдварда Ноймайера. Главные роли исполнили Питер Уэллер, Нэнси Аллен, Ронни Кокс и Кертвуд Смит. Фильм получил пять премий «Сатурн», две номинации и одну премию «Оскар», и ещё ряд наград, и впоследствии дал начало развитию одноимённой франшизы.
Действие кинокартины происходит в охваченном преступностью Детройте в ближайшем будущем. Сюжет повествует о полицейском Алексе Мёрфи, погибшем в ходе выполнения задания и впоследствии возрождённом инженерами корпорации Omni Consumer Products в виде киборга, получившего имя Робокоп. Изначально не подозревая о своём прошлом, Робокоп проводит жестокую кампанию против преступников города, в то время как его начинают беспокоить фрагменты воспоминаний из человеческой жизни.
Бюджет фильма составил около $13,6 млн долларов, сборы в прокате — $53,4 млн долларов. Коммерческий успех и последующая высокая популярность фильма привела к созданию нескольких сиквелов, сейчас франшиза насчитывает 4 полнометражных фильма, несколько мультсериалов и телесериалов, комиксов, видеоигр и пр. Слоган фильма гласит: «Part man. Part machine. All cop. The future of law enforcement.» («Частично человек. Частично машина. Целиком полицейский. Будущее охраны правопорядка».)
Словенский культуролог Славой Жижек считает, что фильм имеет мощный философский подтекст.

## Сюжет
Недалёкое будущее. В Детройте, штат Мичиган, преступность и насилие уже давно захватили город. Всё это происходит на фоне сильнейшего финансового кризиса. Городское правительство заключает контракт с могущественной корпорацией «Omni Consumer Products» (OCP), которая обязуется наладить работу полиции и муниципальной инфраструктуры. В реальности OCP жаждет заменить Детройт современной корпоративной утопией под названием Дельта-Сити, «город будущего» полностью подконтрольным OCP. Чтобы начать этот строительный проект, OCP нужно покончить с преступностью в городе. При этом правление корпорации понимает, что эту задачу невозможно возложить на недоукомплектованное полицейское управление и недовольных своим положением полицейских.
Боб Мортон, молодой руководитель, предлагает свою программу «RoboCop» непосредственно главе OCP, «Старику», и последний принимает её. В скором времени проект удаётся реализовать — OCP получает тело Алекса Мёрфи, молодого полицейского, погибшего от руки наркодилера Кларенса Боддикера и его банды. Команда Боба Мортона, возглавляемая доктором Мэри Лазарус, восстанавливает объявленного мёртвым Мёрфи в виде киборга. Он получает усиленный титановый корпус и кевларовые протезы, способные проламывать бетонные стены. По сути всё, что осталось от Алекса Мёрфи — его лицо, скрытое шлемом, мозг и некоторые внутренние органы. На презентации своего проекта Мортон нарекает его «Робокопом».
Директивы Робокопа
- Директива № 1: Служить обществу;
- Директива № 2: Защищать невиновных;
- Директива № 3: Соблюдать закон.
- Директива № 4: засекречена

На стрельбище Робокоп показывает феноменальные результаты. Он патрулирует город и оказывается чрезвычайно эффективным в поимке бандитов. Робокоп становится основой политики OCP по улучшению города, а Боба Мортона повышают до вице-президента корпорации. Всё это не нравится Дику Джонсу — вице-президенту OCP. Когда-то он предложил своё средство охраны правопорядка: робота ED-209, который должен был покончить с преступностью в Детройте. Однако его робот внезапно вышел из-под контроля, расстреляв из крупнокалиберных пулемётов младшего руководителя Кинни. Планы Джонса по контракту на поставки ED-209 полиции и армии провалились. Обуреваемый завистью и ненавистью, Джонс с помощью Боддикера организовывает убийство Мортона.
Тем временем успешный проект начинает давать сбои — к Робокопу начинают возвращаться воспоминания о его прошлой жизни, а после и последние его воспоминания о банде Кларенса Боддикера. Он начинает расследование собственного убийства. Робокоп отправляется в свой старый дом, вспоминая о сыне Джеймсе и жене Эллен, которых он любил больше всего. Дом теперь пуст, так как после похорон молодая вдова и сын переехали, чтобы начать всё сначала. Мёрфи жаждет найти Кларенса Боддикера, чтобы отомстить ему за свою смерть. Он выходит на след Боддикера и совершает самостоятельный рейд на завод по очистке кокаина. После длительной перестрелки киборг убивает почти всю банду и жестоко избивает Боддикера. Покалеченный Боддикер сообщает, что всё это время работал на Дика Джонса. Робокоп хочет убить наркоторговца, но Боддикера спасает Директива № 3. Он приводит своего убийцу в полицейский участок, где уже все офицеры говорят о грядущей забастовке, несмотря на весомые доводы сержанта о том, что без копов улицы Детройта захлестнёт хаос.
Робокоп направляется в OCP, чтобы задержать Джонса, которого уже успел предупредить Боддикер. Прибывший Робокоп хочет арестовать Джонса, но тут его замыкает, и он падает на колени. Как оказалось, Дик Джонс запрограммировал в киборга ту самую секретную Директиву № 4, которая в грубом определении звучит как «Никогда не выступать против сотрудников Omni Consumer Products». Джонс признаётся Робокопу, что он убил Боба Мортона, и натравливает на него ED-209 и спецназ. Робокоп подвергается массированному обстрелу. Тяжело раненого Робокопа спасает Энн Льюис, в прошлом напарница Алекса Мёрфи. Льюис привозит Робокопа на тот самый заброшенный сталелитейный завод, в котором он был убит бандитами, когда был человеком. Там она помогает ему восстановиться. В это же время начинается забастовка полиции, которая приносит в Детройт хаос и беспорядки. Бандиты Боддикера, которых Джонс снабдил оружием (крупнокалиберными снайперскими винтовками с разрывными пулями), свободно бесчинствуют по улицам, громя и грабя всё вокруг. Прибывшие на завод бандиты Боддикера пытаются убить Робокопа, но тщетно. В жестокой мясорубке обоим полицейским удаётся уничтожить банду, в том числе убить главаря. Робокоп сильно повреждён, а Льюис тяжело ранена, тем не менее оба выживают.
Робокоп прибывает в небоскрёб OCP, где в это время Дик Джонс продолжал на заседании руководства OCP доказывать, что программа «Робокоп» себя не оправдала, а ED-209 может хорошо себя зарекомендовать на его месте. Робокоп поднимается в зал заседания (предварительно уничтожив двумя выстрелами из трофейной винтовки охранявшего вход в здание ED-209), где открыто обвиняет Джонса в организации убийства Боба Мортона и демонстрирует компрометирующую Дика видеозапись его признания в совершении преступления. Разоблачённый Джонс берёт «Старика» в заложники и требует немедленно предоставить ему вертолёт для побега из Детройта. Директива № 4 не даёт Робокопу действовать против Джонса, но «Старик» кричит, что Дик уволен, и Директива № 4 автоматически отключается. Получивший тем самым абсолютную свободу действий Робокоп убивает Дика Джонса (тот с криком выпадает из окна) и уходит из отдела, к большому удовольствию компании OCP.

## В ролях
| Актёр         | Роль                                                 |
| ------------- | ---------------------------------------------------- |
| Питер Уэллер  | офицер полиции Алекс Мёрфи / Робокоп                 |
| Нэнси Аллен   | офицер полиции Энн Льюис напарница Алекса Мёрфи      |
| Ронни Кокс    | вице-президент OCP Ричард «Дик» Джонс                |
| Кертвуд Смит  | Кларенс Боддикер                                     |
| Мигель Феррер | руководитель программы «Robocop» Роберт «Боб» Мортон |
| Дан О'Херлихи | глава корпорации ОСР Кол Хаген «Старик»              |
| Пол МакКрейн  | Эмиль Антоновски                                     |
| Рэй Уайз      | Нэш Леон                                             |
| Йанг, Калвин  | Стив Минь                                            |
| Гойнс, Джесси | Джо Кокс                                             |
| Де Ки, Роберт | сержант Уоррен Рид                                   |
| Перри, Фелтон | Дональд Джонсон                                      |
| Билл Фармер   | Джастин Баллард-Уоткинс (впервые на экране)          |

## Оригинальные идеи и создание сюжета фильма
Эдвард Ноймайер работал на съёмках фильма «Бегущий по лезвию» в качестве простого ассистента. Находясь под большим впечатлением от увиденного там, он задумал идею фильма про мир будущего, в котором правят корпорации, главным героем которого был андроид-полицейский, который первоначально был создан могущественной корпорацией, владеющей Детройтом, как хладнокровный страж порядка, но по ходу развития сюжета в электронном сознании робота постепенно стало возникать сострадание и способность к критическому мышлению, таким образом первой идеей для сценария являлась альтернатива фильму Ридли Скотта.
Первоначально Робокоп во многом напоминал Человека-машину из комиксов Marvel. Детройт как место действия был выбран не из-за своей криминогенной и заброшенной обстановки: Ноймайер считал, что Детройт это как символ американской промышленности, а Робокоп — его детище, подобно красивому автомобилю. Ноймайер хотел изобразить Детройт будущего подобно городу из «Бегущего по лезвию», так как для Детройта такой индустриально-футуристический ландшафт был гораздо актуальней, чем для Лос-Анджелеса, а самая первая сцена для сценария, которая возникла у него в голове, представляла собой Робокопа, выходящего из голубого Спиннера, машина в итоге всё же появится в мультсериале «Робокоп» 1988 года. Но Эдварду нужна была помощь: за пару лет он сумел написать лишь 40 страниц, но полноценного сценария не получалось. В 1984 году он, работая редактором на Universal Pictures, повстречал начинающего оператора и режиссёра Майкла Майнера, который в то время придумывал и снимал клипы для групп, играющих в жанре хард-рок и металл. В следующем видео Майкл хотел задействовать робота и рассказал об этом Эду, тот понял, что это их творческая судьба. Пригласив Майнера на обед, он выложил ему весь свой материал. Майнеру очень понравилась вселенная, придуманная его новым знакомым, но он считал, что персонаж должен быть кем-то вроде Тони Старка, служащего в полиции, он сообщил, что незадолго до того, как они встретились, сам хотел сделать фильм, который будет сочетать в себе основные идеи Железного Человека и Капитана Америки, но в полицейском сеттинге. Он назвал рукопись «SuperCop», но сюжет ничего особенного не представлял, поэтому актуально будет поместить этого героя в мрачное будущее Ноймайера и продолжить работу над сценарием вместе. Благодаря этому в сюжете появилась актуальная тема коммерциализации искусственных органов и механических протезов.
Майкл Майнер также развил в сценарии тему краха Детройта в соотношении с реальностью и тем, что может произойти с городом в ближайшем будущем. Он придумал разделить город на Дельта Сити — центральную его часть для богатых и Старый Детройт — оставшиеся окраины для бедных, в которых всё по-прежнему очень плохо. В итоге в полной мере эту идею удалось реализовать лишь в сериале «Робокоп» 1994 года.
Когда Пол Верховен пришёл на проект, он изменил две вещи в сценарии: появилась любовная линия между Мёрфи и Льюис, а Боддикер и Джонс оказались в одной связке. Данная версия истории являлась уже третьим вариантом сценария, но, прочитав, Верховен понял, что столь близкие отношения киборга с напарницей будут выглядеть слишком неправдоподобно и глупо, поэтому был написан четвёртый вариант, в котором из нововведений были только повязанные Джонс и Боддикер, а между Робокопом и Льюис вновь не было никаких любовных чувств и интимных сцен.

## Саундтрек
Главная тема из кинофильма была написана Базилем Поледурисом, который использовал и синтезируемую, и оркестровую музыку как зеркало к теме человека против машины. Музыкальная тема фильма основана на музыке из фильма «Невеста Франкенштейна» 1935 года. Музыка из кинофильма доступна на компакт-дисках и была переиздана несколько раз.
В сцене из фильма, когда Робокоп арестовывает Нэша Леона в ночном клубе, была исполнена песня «Show Me Your Spine» группы PTP. PTP был недолгим проектом, состоящим из членов группы «Ministry» и «Skinny Puppy». Однако эта песня долгое время не была доступна в официальном релизе и могла быть услышана только в фильме. В конечном счёте она была выпущена лишь в 2004 году в альбоме «Side Trax».

## Награды и номинации
BAFTA, 1989 год

Номинации (2)
- Лучшие визуальные эффекты
- Лучший грим

Оскар, 1988 год

Победитель (1):
- Награда за особые достижения — «за монтаж звуковых эффектов»

Номинации (2):
- Лучший звук
- Лучший монтаж

Сатурн, 1988 год

- Победитель (5): лучший режиссёр (Пол Верховен), лучший сценарий, лучшие спецэффекты, лучший научно — фантастический фильм, лучший грим
- Номинации (3): лучший актёр (Питер Уэллер), лучшая актриса (Нэнси Аллен), лучшие костюмы

## Съёмки

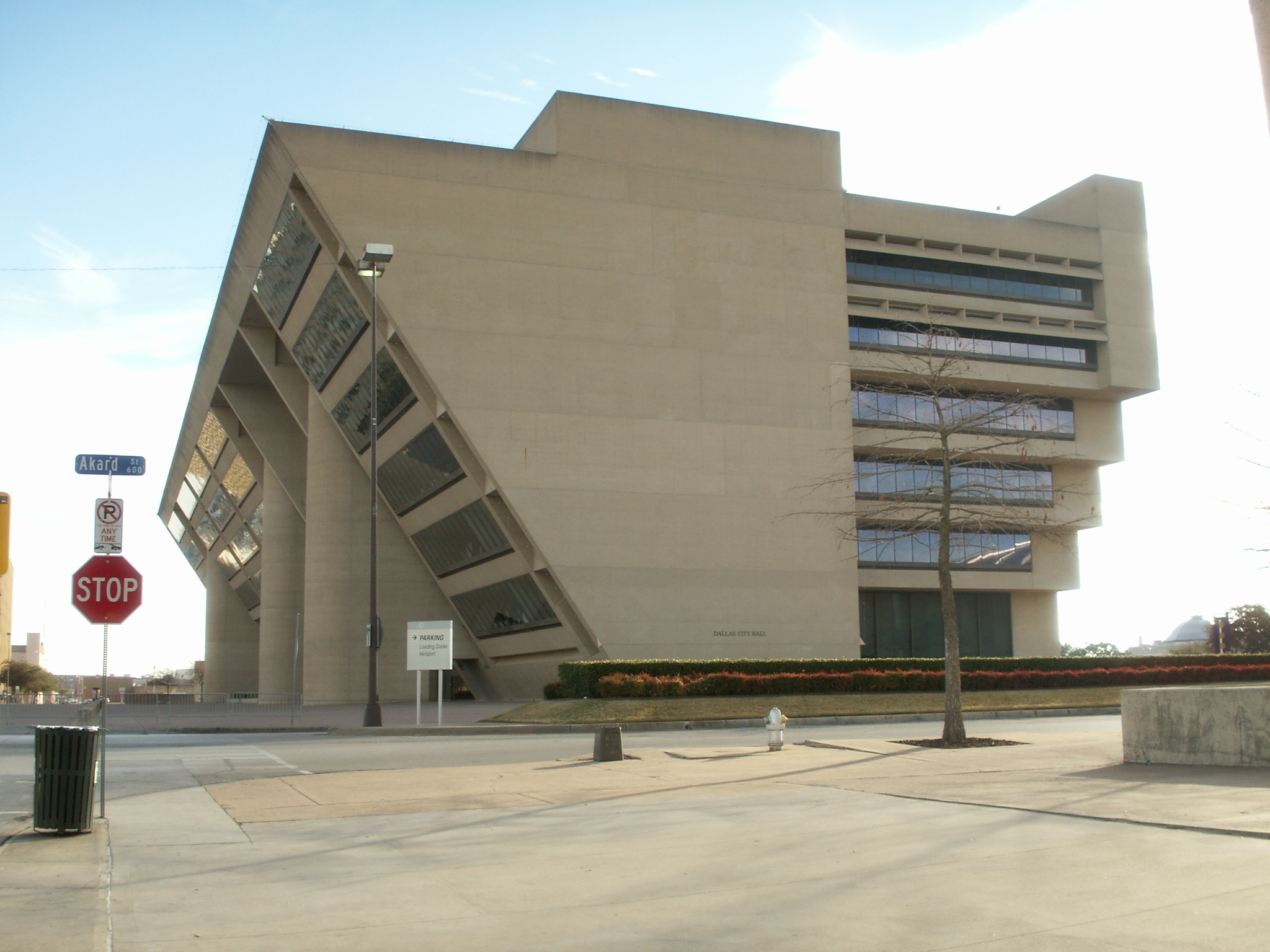
Далласская ратуша послужила местом съёмок, как здание корпорации ОСР

Съёмки проводились в период с августа по октябрь 1986 года. Фильм снимали в Далласе, Детройте, и в ряде городов штата Пенсильвания. Многие городские сцены сняты в центре Далласа, что обусловлено футуристическим видом зданий. В качестве здания корпорации ОСР было снято здание мэрии Далласа, которому художники по спецэффектам «нарастили» этажность. Сцены на заброшенном металлургическом заводе снимали в городе Монессен, в штате Пенсильвания. Вид полицейского участка изнутри снимали в здании Sons of Hermann, которое также находится в Далласе. В качестве средства передвижения Робокопа и всех полицейских Детройта использовался Ford Taurus SHO.
По состоянию на 2024 год в производстве находится многосерийный документальный фильм о съёмках франшизы «РобоДок: создание „Робокопа“» (англ. «RoboDoc: The Creation of RoboCop»). В августе 2023 года выпущен первый сезон, посвящённый оригинальному фильму 1987 года. Второй и третий сезоны будут посвящены второму и третьему фильмам соответственно.

## Ремейк фильма
В 2012 году компания MGM начала работу над ремейком «Робокопа». Новую версию фильма срежиссировал бразильский кинорежиссёр Жозе Падилья — победитель Берлинского кинофестиваля 2007, известный по фильмам «Элитный отряд» и «Элитный отряд 2». На роль Алекса Мёрфи/Робокопа был утверждён Юэль Киннаман.
Фильм вышел на экраны в мире 30 января 2014 года и получил смешанные отзывы критиков.

## Новое продолжение
В январе 2018 года оригинальный сценарист «Робокопа» Эдвард Ноймайер заявил, что пишет продолжение классического фильма 1987 года, который будет игнорировать как продолжения, так и ремейк 2014 года. В июле 2018 года было подтверждено, что новый фильм под названием «Возвращение Робокопа» будет режиссировать Нил Бломкамп, а сценаристом будет Джастин Роудс, они адаптируют оригинальный сценарий Ноймайера и Майкла Майнера для студии MGM. Питер Уэллер отказался возвращаться на роль Робокопа. В августе 2019 года Бломкамп объявил, что больше не будет режиссировать фильм, и к ноябрю MGM пригласила режиссера Эйба Форсайта для работы над прямым продолжением первого фильма 1987 года, для чего Форсайт занялся адаптацией сценария Роудса. Главным героем планировался стать Дик Джонс.
В 2022 году киностудия MGM была приобретена Amazon, в апреле 2023 она приобрела права на перезапуск фильма «Робокоп», а в 2024 году был анонсирован фильм и телесериал, причем сериал, вероятно, будет снят первым.